# Erdélyi földikutya
Az erdélyi földikutya (Nannospalax (leucodon) transsylvanicus) a nyugati földikutya szuperszpeciesz, más néven nagyfaj, életmódját és ökológiai igényeit tekintve hasonló, de eltérő kromoszómaszámmal jellemezhető, tehát genetikailag izolált biológiai faja.

## Előfordulás
A Kárpát-medence földikutyáknak alkalmas élőhelyei közül a leghűvösebb klímájú területein őshonos. Országok szerint: Magyarország, Románia. A romániai állományt a kutatók közel 9000 egyedre becsülik. A faj teljes világállománya eléri a 10 000 egyedet.

### Kolozsvári populáció
A legnagyobb populáció egy Kolozsvártól északra fekvő 40 ezer hektáros területen található.

### Hajdúhadházi populáció
A Hajdúhadház melletti katonai lőtéren az élőhely kiterjedése 1675 ha, a növényzete túlnyomórészt homoki sztyeprét, jó állapotú nyílt és zárt homokpuszta-gyepek, valamint a degradált nyílt és zárt homokpuszta-gyepek alkotják, de kisebb erdőfoltok és mocsaras területek is megtalálhatóak a területen, mely Natura 2000-es terület is egyben: Liget-legelő HUHN21164 Becsült példányszám: 800–1000 egyed.
Tervezett beruházások, aktívabb gyakorlótér használat miatt felmerült az ottani állományok részbeni vagy szükség esetén teljes áttelepítése. Ebből az állományból hozták létre az első mesterségesen alapított állományt a bagaméri Malom-gáton.

### Hajdúbagosi populáció
Az 1960-as évek elején fedezték fel. A populáció két élőhelyen él egymás közelében. Az egyik a 265 ha-os Hajdúbagosi földikutya-rezervátum, melyet homoki sztyeprét borít, kisebb erdőfoltokkal és egy mélyebb, mocsaras területtel (Nagy-nyomás).
A másik élőhely a 30 ha-os bellegelő, melyet a Földikutya Rezervátumban találhatónál kissé degradáltabb állapotú homoki sztyeprét borít. Az itt élő földikutyák becsült száma tizenöt-húsz példány lehet. Ez az élőhely több magánszemély tulajdonában áll és semmilyen védettséget nem élvez. Natura 2000-es terület is egyben: Hajdúbagosi-legelő HUHN20017. Becsült példányszám: 200 egyed.

### Debrecen-Józsai populáció
Az élőhely az egykor hatalmas debreceni Bellegelő egyik utolsó darabja. Kiterjedése 60 ha, ebből túlságosan mély fekvésű kb. 20-25 ha. Növényzete löszlegelő illetve alföldi mocsárrétek a Tocó-patak közelében. Helyi jelentőségű védett természeti terület (Tócóvölgy TT) és Natura 2000 különleges (nem kiemelt jelentőségű) természetmegőrzési terület: Tócó-völgy HUHN20122,
Az erdélyi földikutya legveszélyeztetettebb hazai populációja, melynek hosszú távú fennmaradása erősen kérdéses. Veszélyeztető tényezőket: folyamatos emberi jelenlét, kutyasétáltatók nagy száma, illegális beszántások, állomány kis egyedszáma, beszűkült élőhely, illetve a legeltetés is nehézségekbe ütközik.

### Bagaméri populáció
A bagaméri Malom-gáton 2013 óta élnek újra földikutyák. (Az 1970-es években tűntek el.) 2013 és 2014 őszén 12 és 7 egyedet telepítettek át a hajdúhadházi populációból (beleértve a Tégláson talált magányos egyedet is
). 2018 tavaszán több, mint 60 egyedből állt a populáció. Natura 2000-es terület: Kék-Kálló-völgye HUHN20016.
A populáció létrehozása a természetvédelem számára különösen nagy kihívást jelentett. Szemben az üreglakó fajokkal, mint amilyen az ürge, nem állt rendelkezésre módszertani leírás új populációk létrehozásához. A program előkészületei 2012-ben kezdődtek, az első gyakorlati lépések pedig 2013-ban vették kezdetüket. E világviszonylatban is egyedülálló akció már lezárult szakasza meglepően sikeresnek bizonyult; valamennyi áttelepített egyed életben maradt. 
A X. Magyar Természetvédelmi Biológiai Konferencia Absztrakt kötete két fejezetben is foglalkozik a projekttel:
- 12. oldal: A szélsőségesen talajlakó rágcsálók megmentésének legjobb módja? Új földikutya populációk létrehozása Magyarországon
- 63. oldal: Egy áttelepített erdélyi földikutya Nannospalax (leucodon) transsylvanicus populáció egy éves tér- és időbeli szezonális aktivitása

### Létavértesi populáció
A létavértesi löszgyeppel borított ún. Löszletörésen (Kopasz-dombon) 2015 óta élnek földikutyák. Az egyedek egy Debrecen határában, kötött talajú, megszűnése által fenyegetett töredék populációból lettek áttelepítve. Natura 2000-es terület: Pocsaji-kapu HUHN20010

## Megjelenés
A nyugati földikutya fajcsoport fajai külső megjelenésben nem különböznek egymástól.